# 太田理一

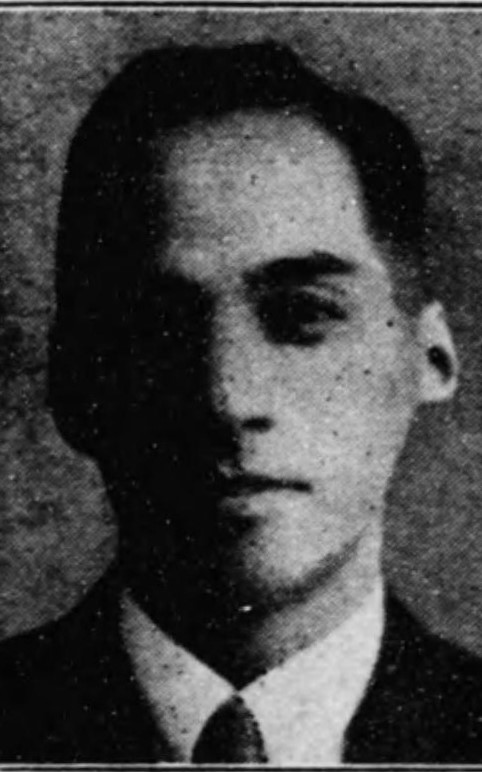
太田理一

太田 理一（おおた りいち、1894年11月26日 - 1988年4月28日）は、日本の政治家。衆議院議員（1期）。

## 経歴
長崎県出身。1913年、長崎市立長崎商業学校(現・長崎市立長崎商業高等学校)卒。酒業を営む。島原町議、島原商工会評議員、金銭債務臨時調停委員となる。
1937年の第20回衆議院議員総選挙では長崎1区(当時)から立憲政友会公認で立候補して当選。衆議院議員を1期務めた。1942年の第21回衆議院議員総選挙では非推薦で落選。1946年の第22回衆議院議員総選挙は長崎県(大選挙区制)から日本進歩党公認で立候補したが落選した。1949年の第24回衆議院議員総選挙は長崎1区から民主党公認で立候補したが落選した。1988年死去。